# Dejan Stanković (Fußballspieler, 1957)

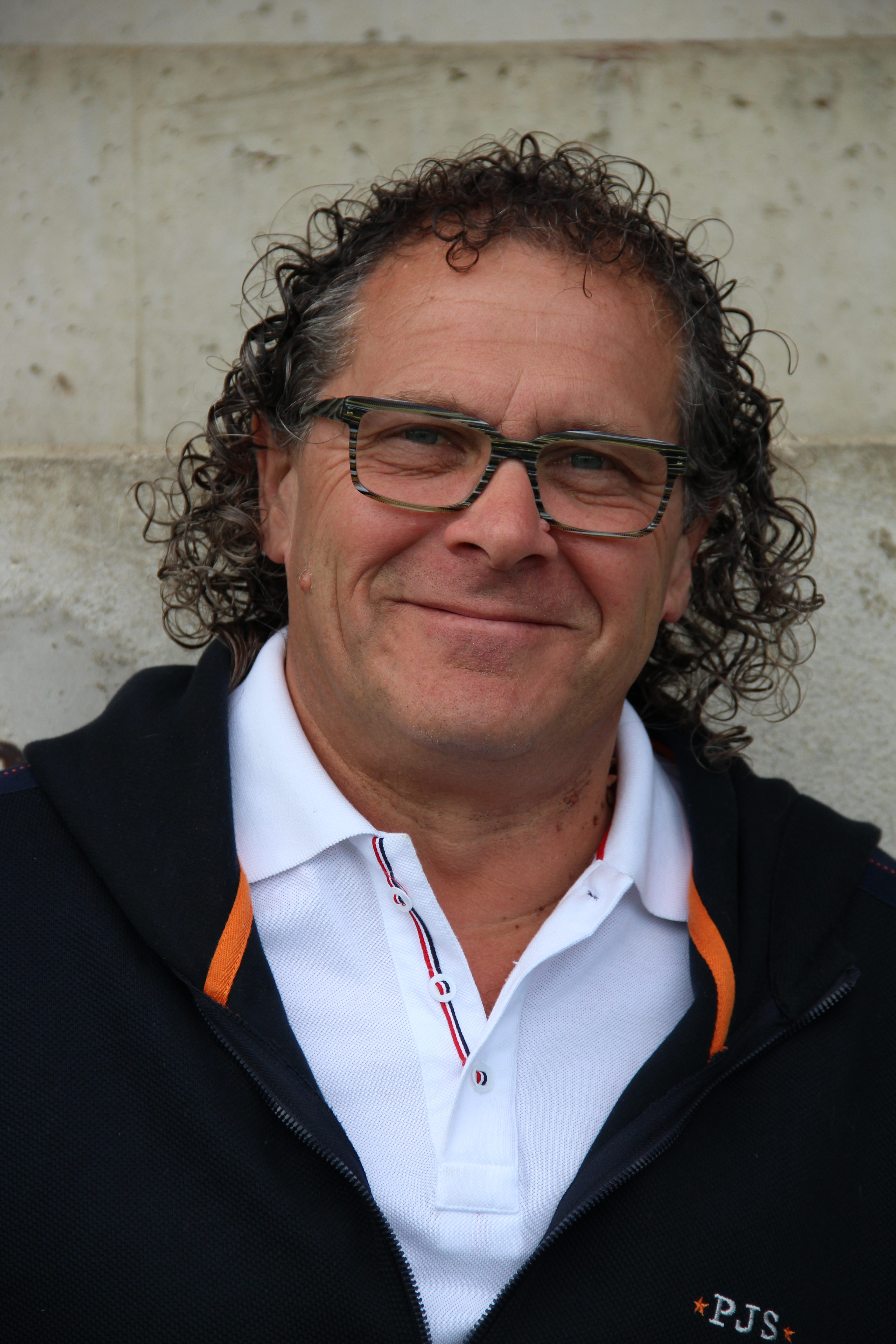
Dejan Stanković (2018)

Dejan Stanković (* 17. September 1957) ist ein ehemaliger österreichischer Fußballspieler auf der Position eines Stürmers und jetziger Fußballtrainer.
Er ist der Vater des Fußballprofis Marko Stanković.

## Karriere

### Spielerkarriere

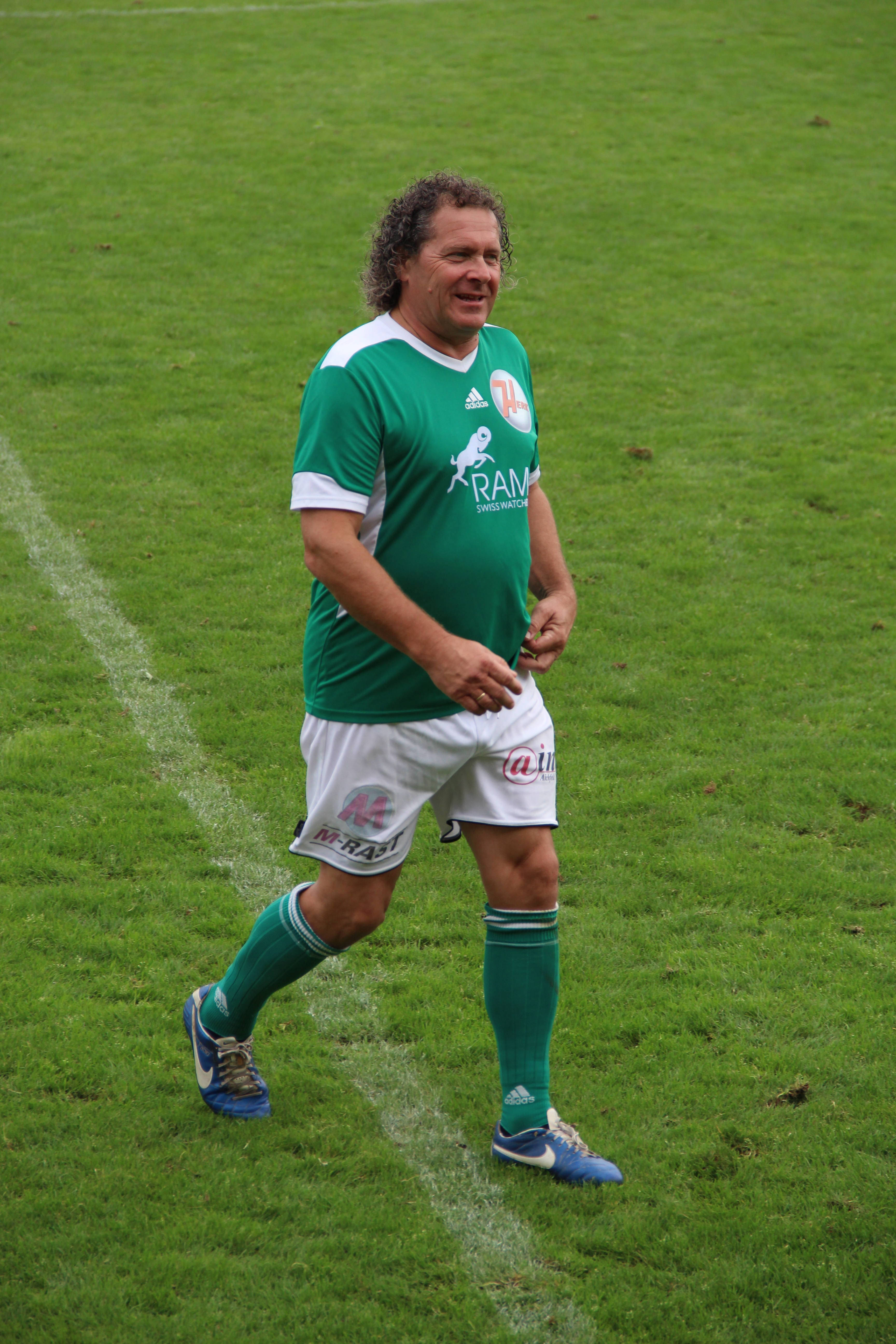
Dejan Stanković bei einem Legendenspiel (2018)

Dejan Stankovic begann seine Karriere bei Roter Stern Belgrad (6 Saisonen), kam über NK Olimpija Ljubljana (2 Saisonen) und NK Maribor
im Herbst 1983 erstmals nach Österreich zum ASK Voitsberg, wo er als Mittelstürmer in der II. Division sehr erfolgreich einschlug.
Neben seinen technischen Fertigkeiten überzeugte der damals 26-jährige Stürmer durch seine Schnelligkeit. Nach 2 Saisonen wechselte er zum niederösterreichischen Fußballverein SC Krems. In Krems kam er als Stürmer zum Einsatz. Bald darauf wechselte er in die Steiermark zum DSV Leoben, wo er in der ersten und nach dem Abstieg in der Ersten Liga engagiert war. Später wechselte Stankovic auf Grund seiner Erfahrung und seines Alters von der Position des Stürmers auf jene des Liberos und behielt diese Position bis zu seinem Karriereende als aktiver Fußballer.

### Trainerkarriere

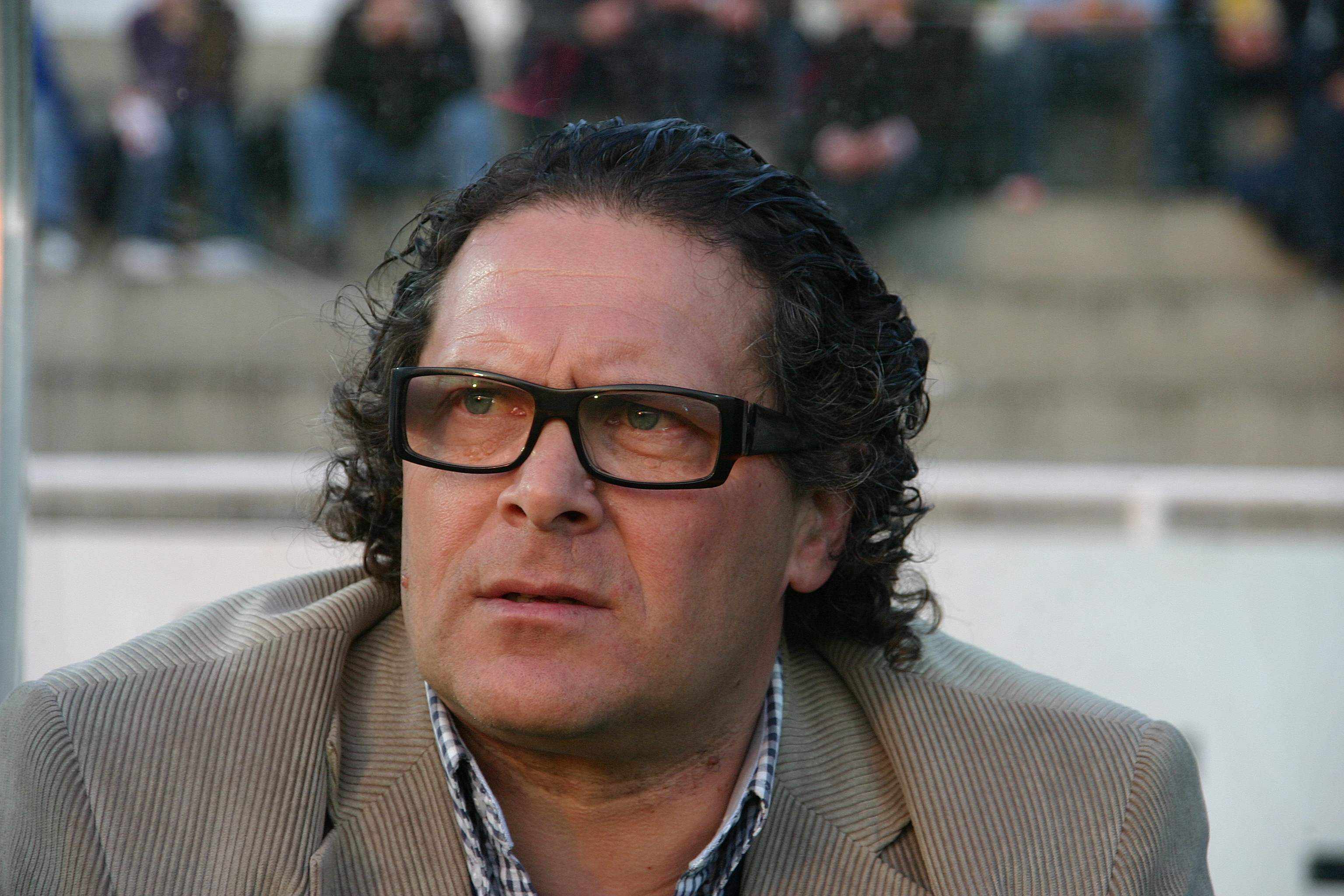
Dejan Stanković als Trainer des DSV Leoben (2009)

Nach dem Ende seiner Spielerkarriere startete er eine Laufbahn als Fußballtrainer beim steirischen Verein ASK Voitsberg. Im Jahre 2005 erhielt er schließlich das Angebot von DSV Leoben, den vakanten Trainerposten zu übernehmen. Er erreichte in zwei Saisonen jeweils einen Mittelfeldplatz in der Ersten Liga. Zudem trainierte er bei den Donawitzern seinen Sohn Marko, der unter ihm zum Stammspieler in der Mannschaft wurde.
Nach einem völlig verpatzten Start in die dritte Saison wurde Stanković im November 2007 von seiner Tätigkeit als Trainer enthoben. Im Frühjahr 2008 übernahm er den Trainerposten beim FC Waidhofen/Ybbs in der Regionalliga Ost. Nach dem  glücklosen Engagement bei den Niederösterreichern wurde er von Heinz Thonhofer als Trainer abgelöst.
Anfang Jänner 2009 wurde Stanković als Nachfolger von Andrzej Lesiak vom 1. FC Vöcklabruck für die Erste Liga unter Vertrag genommen. Mit Saisonbeginn 2009/10 wechselte er wieder zurück zum DSV Leoben, der in die Regionalliga Mitte abgestiegen war. Am 9. September 2009 trennte sich Stanković einvernehmlich vom DSV Leoben.
Nachdem er danach auf Arbeitssuche war, fand er erst im Sommer 2011 mit dem unterklassig und nahe seinem Heimatort agierenden FC Trofaiach, den er bis zum Sommer 2012 trainierte, einen neuen Verein. Danach war er abermals auf Vereinssuche und fand mit dem steirischen Landesligisten SC Liezen einen neuen Klub, den er ab dem 15. September 2013 betreute. Nachdem er auch diesen Klub nach nicht einmal einem Jahr im Sommer 2014 verlassen musste, wurde Stanković ab der Saison 2014/15 vom ebenfalls nahe an seinem Wohnort liegenden SV Hinterberg als Trainer engagiert. Den Sechstligisten verließ er daraufhin wieder Anfang Juli 2015, als er durch Alexander Lasselsberger ersetzt wurde. Ab Sommer 2016 trainierte er daraufhin den ESV Knittelfeld in der steirischen Oberliga Nord (5. Liga), wurde aber bereits Ende Oktober 2016 entlassen, nachdem die Mannschaft in der Tabelle lediglich auf dem neunten Platz rangierte. Die interimistische Leitung übernahm Andreas Feichtner, ehe in der zweiten Saisonhälfte Jürgen Saler für einige Monate an seine alte Wirkungsstätte zurückkehrte. Im Mai 2017 übernahm Stanković das Traineramt beim Fußballverein aus seinem Wohnort, dem SC St. Peter/Freienstein mit Spielbetrieb in der Unterliga Nord B. Seine dortige Amtszeit dauerte bis September 2020 und war damit die längste seit seiner Zeit beim ASK Voitsberg Anfang der 2000er Jahre.
Bei der Generalversammlung im Jänner 2022 wurde Stanković zum neuen Präsidenten des DSV Leoben gewählt.

## Sonstiges
Immer wieder wird Stanković auch eingeladen bei Legendenspielen für den DSV Leoben in Erscheinung zu treten.